# Melesio Morales
Melesio Morales (Ciudad de México; 4 de diciembre de 1838 - Ciudad de México; 12 de mayo de 1908) cuyo nombre completo era José Ignacio Melesio Amado Morales Cardoso, fue uno de los más importantes compositores mexicanos del siglo XIX. 

## Biografía
Melesio Morales nació en la Ciudad de México. Desde muy joven, mostró una gran aptitud para la música, pero su padre, D. Trinidad Morales, deseoso de que abrazara la carrera de ingeniero civil, le dedicó al estudio de las matemáticas haciéndolo entrar en la Academia de San Carlos. y alrededor de 1850 ya escribía sus primeros valses y canciones. Se dice que compuso su primera ópera, Romeo y Julieta, a la edad de 18 años. La obra fue estrenada el 27 de enero de 1863 en el Gran Teatro Nacional y fue interpretada por las sopranos Elisa Tommasi (Romeo) y Mariana Paniagua (Julieta), el tenor Manuel Morales (Tebaldo), el barítono Francisco de Paula Pineda (Lorenzo) y el bajo Ignacio Solares (Capelio). La obra fue dirigida por el mismo Melesio Morales quien dedicó su nueva ópera a su padre Trinidad Morales, fallecido a la edad de 69 años.

### Ildegonda
El 27 de enero de 1866 se estrenó su segunda ópera, Ildegonda, un drama lírico en dos actos con libreto de Temístocle Solera en el Gran Teatro Nacional, entonces llamado Teatro Imperial.
Melesio Morales utilizó para su ópera un libreto de Temistocle Solera que ya había sido puesto en metro músico por otros compositores. Uno de ellos fue Emilio Arrieta cuya ópera Ildegonda en dos actos, se estrenó en 1845 en Milán y que luego fue reestrenada en el Palacio Real de Madrid en 1849. La ópera estaba lista, cuando un grupo de notables, entre los que se encontraban los señores don José Urbano Fonseca y don José Ignacio Durán, se apersonaron con el empresario del Gran Teatro Imperial, don Annibale Biacchi, a fin de que fuera estrenada en ese teatro la ópera de Melesio Morales. El empresario contestó que no pondría en escena una obra de un mexicano que perjudicara sus intereses. Al respecto Mañon escribe:

La contestación dada por Biacchi indignó grandemente a los citados señores, así como a un grupo numeroso de músicos, diletantes y personas distinguidas que formaban la prestigiada sociedad denominada "Club Filarmónico", quienes después de toda clase de inútiles tentativas, polémicas en la prensa. etc., resolvieron presentarse en el Gran Teatro Imperial la noche del 14 de noviembre (de 1865), en los momentos en que cantaba "Un baile de máscaras", haciendo su aparición acompañados de un gran número de alumnos de la Escuela de Bellas Artes, y durante el primer entreacto, secundados por casi la totalidad del público, pidieron a gritos y por medio de un cartelón, que desplegaron en la barandilla de la galería, la representación de "Ildegonda". Fue tal el escándalo que se produjo impidiendo la continuación de la ópera de Verdi, que el empresario Biacchi se vio obligado a salir a escena para manifestar que estaba dispuesto a complacer al público, estrenando la obra del maestro Morales. Aplacóse entonces aquél, y pudo continuarse entonces la representación de "Un baile de máscaras", pero al día siguiente Biacchi, por medio de un manifiesto, censuró al público su actitud, al secundar al grupo que inició el escándalo en el teatro. En dicho manifiesto también hacía graves cargos al Ministerio de Gobernación del emperador Maximiliano, en virtud de que se le había asignado una subvención de cinco mil pesos que no había percibido, y que atendiendo a ella había contratado en Europa a la eminente diva Ángela Peralta, viéndose en la imposibilidad de cumplir su compromiso por no haber recibido la citada subvención. Entonces el Ministerio le hizo saber a Biacchi, que por las economías se había suprimido el subsidio ofrecido, pero el Emperador tomó cartas en el asunto y dio orden de que se hiciera efectiva al empresario Biacchi la suma acordada, con cargo a la lista civil del Imperio (...) el sábado 27 de enero, una vez que hubo recibido el empresario Biacchi la subvención del gobierno imperial y obtenido del Emperador el compromiso de cubrir el déficit que hubiera en contra del maestro Morales por tres representaciones de su ópera "Ildegonda", contraídas en $6,000.00, estrenóse dicha ópera, constituyendo un clamoroso éxito para su autor, que fue coronado por la Peralta en medio de entusiastas aclamaciones del público.

Al respecto del estreno de Ildegonda escribió el periódico "La Seguridad":

En las noches de ayer y anteayer, ha sido puesta en escena la ópera del joven compositor mexicano don Melesio Morales, intitulada "Ildegonda", por la compañía lírica que trabaja en el Teatro Imperial, y teniendo a su cargo los principales papeles la señorita Alba y los señores Tombesi y Cornago. Ante todas las cosas, felicitamos al autor por su partitura, al país por la honra que le cabe en el mérito de la producción, y a los amigos del señor Morales, por ver demostrado el acierto con que juzgaron desde un principio la "Ildegonda", y coronados los esfuerzos que hicieron para verla representada.
Lo fue por primera vez el sábado como queda dicho, y, acaso por ser función extraordinaria, no fue muy abundante la concurrencia. No por eso dejó de ser patente el triunfo de la nueva ópera, cuyo autor fue repetidas veces saludado con el mayor entusiasmo, llamado a la escena y coronado en el intermedio del primero al segundo acto por la señorita Peralta a nombre del público. Sabido es que tratándose de composiciones musicales, ni los muy inteligentes pueden descubrir todos sus defectos y sus principales bellezas, en una primera audición, ni pueden ellos apreciar todo el mérito que en el sentido favorable encierren, ni la generalidad del auditorio halla en la ejecución el principal placer que, indudablemente consiste en retener en la memoria los más notables pasajes y motivos, y prepararse a gozar en su repetición material. Casi todas las obras nuevas gozan con tal inconveniente, y entre otros ejemplos, hay el del "Fausto", de Gounod, en cuya belleza convienen todos hoy, siendo así que, en lo general, no agradó en su primera representación en México. Óperas hay, sin embargo, que agradan a la primera audición, como la "Marta" de Flotow, y esto se explica así por su mérito real, como por el estilo brillante y adaptado al gusto del auditorio, cuyo placer sigue siempre en aumento en las repeticiones. Igual suerte ha tenido Ildegonda, pues agradó desde la noche del sábado, y el agrado, que ha tenido considerable aumento en la de ayer, será mucho mayor en las siguientes representaciones.

En la Ciudad de México, su amigo, el literato y periodista Lorenzo Elizaga publicó en El pájaro verde del 7 de febrero de 1866 una poesía de la que extraemos lo siguiente:

Y cuando en climas remotos
Nuevos laureles conquistes,
recuerda que tus devotos
 por donde quiera que existes
 te acompañan con sus votos;
que es de México tu gloria,
que tu genio aquí nació,
que conserva tu memoria
y sigue atento tu historia
que prez y orgullo te dio.

Por la obra recibió una beca del gobierno del emperador Maximiliano I de México para estudiar en Florencia con Teódulo Mabellini.

### Europa
Durante su periodo de estudios en Europa confirmó su influencia italiana y rehízo Ildegonda. La ópera se estrenó en el Teatro Pagliano de Florencia. La segunda versión de la ópera fue presentada en Italia en múltiples ocasiones con gran éxito.  A su regreso a México, Melesio Morales fue tratado como un héroe, luego de que su segunda ópera había sido aceptada en las principales ciudades italianas.  A su regreso de Italia se dedicó a la docencia, la dirección de orquesta y escribió artículos periodísticos sobre temas relacionados con la música. Su dedicación pedagógica en el campo de la música lo llevó a participar en la fundación del Conservatorio de Música y Declamación de México. En el Conservatorio enseñó armonía y composición, sustituyendo a Felipe Larios y a Aniceto Ortega. En 1867 escribió su himno "Dios salve a la patria" y dos años después su "Sinfonía Vapor", una obra muy alabada por quienes la llegaron a escuchar, la cual se estrenó el 16 de septiembre de 1869, día en que el presidente Benito Juárez inauguraría en la capital poblana la estación del Ferrocarril Central Mexicano.  Recientemente, la obra ha sido ejecutada cada año en el Museo Nacional de los Ferrocarriles Mexicanos de Puebla por la Orquesta Sinfónica 5 de mayo de dicha ciudad.

### Gino Corsini
El 4 de julio de 1877 logra estrenar su ópera Gino Corsini en el llorado Gran Teatro Nacional, entonces llamado Teatro Imperial. La obra se estrenó en la misma temporada en que se vio el estreno de Aída y de la Misa de Requiem de Verdi. Las tres obras fueron cantadas por Ángela Peralta. La nueva ópera de Melesio Morales tuvo éxito y acrecentó su fama.

### Cleopatra
En 1891 estrena en el Gran Teatro Nacional, auspiciada por la Compañía de Ópera Italiana Sieni y con la soprano Salud Othón como protagonista, su ópera Cleopatra. La obra tiene un libreto de Antonio Ghislanzoni, quien colaboró con Giuseppe Verdi en su ópera Aída. La obra se estrenó en el Teatro Nacional. Al respecto del estreno de Cleopatra refiere Mañón:

El sábado 14 de noviembre (de 1891), ante numerosísima concurrencia que estaba impaciente por conocer la obra del autor mexicano Melesio Morales, se representó al fin, "Cleopatra". El éxito fue excelente. En el primer acto gustó mucho el concertante, y al ser aplaudido se llamó a escena al autor, aclamándolo. Después, un terceto del bajo, tenor y el barítono, que le valió a Morales un nuevo aplauso y llamada, y todavía se le ovacionó al final del acto. En el segundo, el aria de la soprano ligera Giuseppina Mussiani. La artista tuvo que repetir el allegro de aquel trozo, muy delicado, inspirado y difícil. Aunque el tercero y cuarto acto parecieron un poco cansados y con deficiencias en la parte coral, todavía se aplaudieron algunos números y se llamó al foro al maestro Morales. En el último acto, o sea el cuarto, el tenor Rawner cantó admirablemente un aria en que lució sus hermosos agudos. Los cantantes todos demostraron mucho empeño en estudiar esta obra y la interpretaron lo mejor que pudieron, lo que contribuyó no poco a su éxito. El vestuario estuvo bueno y las decoraciones, encargadas a Italia, bellísimas y algunas de gran mérito. Se dió "Cleopatra" varias veces y el sábado 2 a beneficio del autor mexicano, que recibió magníficas coronas, además tuvo el gusto de ver que se escogió esta noche, para que en el escenario del Teatro Nacional le fuera entregada una medalla de oro a su hijo Julio Morales, medalla que había sido ofrecida para el mejor Himno Patriótico en un concurso organizado por el periódico "La Patria", habiendo resultado vencedor este joven hijo del laureado maestro

La obra se representó cuatro veces, hecho insólito tratándose de un compositor mexicano. En una de sus crónicas, el poeta Manuel Gutiérrez Nájera escribió con el seudónimo de “Puck”:
```

```

Corren rumores alarmantes respecto a la suspensión, por dos noches consecutivas, de Cleopatra. Esto coincide con el divorcio y con el monopolio de la carne. Por lo mismo es sospechoso. Una Salud {Othón} que se enferma es inverosímil. El cartel que anunciaba la enfermedad en la primera noche, decía que la señora Othón cantaría Cleopatra al día siguiente. Lo grave del caso es la perturbación que pueden causar en las familias estas suspensiones de a última hora. Supongamos, por ejemplo, que un marido sale del hogar doméstico diciéndole a la señora: -Voy a ver Cleopatra. Él va a ver a Concha, a Petra o a Indalecia, para hacer estudios acerca de las cuestiones palpitantes que preocupan hoy a la prensa y a la sociedad. Vuelve a su casa a la hora que comienzan a vender las jaletinas. Se levanta y, en el desayuno, la señora le dice: -¿Qué tal Cleopatra? -¡Divina! -¿Cantó bien la Othón? -Ni se le conocía que hubiera estado enferma. Por la noche llega al hogar este humilde periódico de ustedes (lo regalo porque no es mío), y en él un parrafito que dice: No se cantó anoche “Cleopatra” por haber seguido indispuesta la señora Othón. La reyerta en inminente. Supongamos que la señora es como nosotros: enemiga de los monopolios. Sabe que su marido, melómano incurable que tararea Lohengrin todas las noches al quitarse los calcetines, va al teatro. Escribe, pues, a Pepe, un billetito diciéndole que de nueve a diez puede ir a verla. El marido que es melómano, pero no tenor de fuerza, ni anda en trapicheos ni se desvela sino con música, viendo que no hay función, vuelve a casa.... Allí oye un mi natural que le hace lanzar un re sostenido... ¡Cleopatra!, ¡Cleopatra!, ¡cuántos crímenes se habrán cometido por tu culpa!.
         Períódico El Universal (20 de noviembre de 1891)

Otra obra importante en su haber es el vals Netzahualcoyotl, que toma su nombre de una sociedad nacionalista del siglo XIX, la cual encargó al maestro su composición. La composición de óperas del último periodo de Melesio Morales coincide con la creación de las óperas, en México de su propio hijo Julio Morales, de Felipe Villanueva, Ricardo Castro y Gustavo E. Campa, entre otros. Este movimiento operístico mexicano formó parte de un movimiento de creación operístico latinoamericano finisecular en el que destacan los nombres del chileno Eliodoro Ortiz de Zárate, los colombianos José María Ponce de León y Augsto Azzali, el brasileño Antonio Carlos Gomes, el uruguayo León Ribeiro y los argentinos Francisco Hargreaves, Miguel Rojas y Edoardo Torrens.
Melesio Morales también fundó la revista "La armonía", órgano de difusión de la Sociedad Filarmónica Mexicana. Melesio Morales falleció el 12 de mayo de 1908.

### Anita
La ópera Anita, basada en un capítulo de la Segunda Intervención Francesa en México, fue escrita para ser estrenada durante las festividades del Primer Centenario de la Independencia de México.
La obra fue dedicada al  Presidente de México  Porfirio Díaz, el cual aparece en escena al final de la ópera mientras suena el Himno Nacional. La obra debió estrenarse en 1910 junto con otras óperas comisionadas para las festividades, como la ópera en tres actos Matilde o México en 1810 de Julián Carrillo. Como consecuencia de la Revolución de 1910, todas estas óperas no se estrenaron, y Melesio Morales y su ópera Anita cayeron en el olvido.  La partitura de la ópera Anita estuvo guardada en un archivero hasta 1987 en que se presentó en la Sala Nezahualcóyotl. A finales del siglo XX se inició un paulatino rescate de la obra de Melesio Morales. La ópera Anita se estrenó, primero, de modo fragmentario y en concierto, en 1987 con alumnos del Conservatorio Nacional de Música de la Ciudad de México bajo la dirección del investigador e historiador Karl Bellinghausen, que ha sido uno de los responsables del rescate de la obra de Melesio Morales. La obra se tocó completa, luego, en forma de concierto, en la Sala Netzahualcóyotl (2000) y en el Palacio de Bellas Artes (2002). La función en la Sala Netzahualcóyotl fue grabada en discos compactos, que no salieron a la venta comercial. El estreno escénico mundial, finalmente tuvo lugar el día 24 de junio de 2010, repitiéndose la producción 26 de junio, el 1 de julio y el 3 de julio de 2010 en el Conservatorio Nacional de Música de la Ciudad de México. Los solistas fueron integrantes del Taller de Ópera dirigido por Leszek Zawadka junto con el Coro Infantil, el Coro y la Orquesta Sinfónica del Conservatorio Nacional de Música bajo la dirección musical de Francisco Savín

### Archivo
La producción más importante de Melesio Morales está dedicada al escenario. Melesio Morales compuso las óperas Romeo y Julieta, Ildegonda, Carlo Magno, Gino Corsini, Cleopatra (1891), La tempestad, El Judío Errante y Anita. Al morir, Melesio Morales dejó sin estrenar siete óperas, aunque se desconoce si logró terminar dos de ellas. De estas siete óperas inéditas al momento de su muerte, tan sólo se ha estrenado Anita. Su ópera La tempestad fue mandada a La Scala de Milán para su ejecución, pero nunca se estrenó. El gobierno mexicano nunca se ha preocupado de pedir el regreso de esta partitura, si es que aún se encuentra en los archivos de La Scala.  La ópera Anita, basada en un capítulo de la Segunda Intervención Francesa en México, estuvo guardada en un archivero hasta 1987 en que se presentó en la Sala Nezahualcóyotl. En total se le atribuyen alrededor de 130 obras de todo tipo.
Existe una autobiografía del compositor donde él mismo relata las carencias existentes en el medio cultural y musical mexicano, persistiendo algunas de ellas hasta nuestros días.
Su nieta María Morales custodió el archivo familiar que luego, en 1956, fue donado al Conservatorio Nacional de Música de México. En tal archivo familiar se reúne más del 95 por ciento de la obra de Melesio Morales, del propio Julio Morales e incluso de Guadalupe Olmedo, la segunda esposa de Melesio Morales y una de las primeras compositoras mexicanas. Durante mucho tiempo se le adjudicó ser la autora del primer cuarteto para cuerdas escrito en México hasta que se encontraron obras de ese género debidas a su maestro Cenobio Paniagua.
.  Entre los investigadores más importantes dedicados al rescate de la obra de Melesio Morales se deben mencionar a Karl Bellinghausen y Eugenio Delgado Parra. El director de orquesta Fernando Lozano se ha aplicado a la ejecución de las óperas de Melesio Morales.

## Óperas
- Romeo y Julieta (1863).
- Ildegonda (1866) (Estrenada por Ángela Peralta).
- Gino Corsini (1877)
- Cleopatra (1891).
- Anita (2000)
- Carlo Magno (sin estrenar).
- La tempestad (perdida, algunos investigadores afirman que se encuentra en los archivos de La Scala de Milán).
- El Judío Errante (perdida).
- Silvia (perdida).
- Claudia (¿inconclusa?)
- Asuero (¿inconclusa?)

## Otras obras
- Las siete palabras de Cristo, oratorio.
- Misa para solistas, coros y orquesta.
- Dios Salve a la Patria, cantata para coros infantiles y orquesta, estrenada en el Teatro Iturbide en 1869.
- diversas piezas para piano, canto, danzas, valses y nocturnos.
- diversas piezas orquestales
- Sinfonía vapor (1869)

## Ediciones
* Melesio Morales: "Canciones para voz y piano". Compilación de Karl Bellinghausen. México: CENIDIM 1992. 108 pp.